# Réal Boudreau
Pour les articles homonymes, voir Boudreau.
Réal Boudreau, ONB, originaire de Beresford, au Nouveau-Brunswick, homme politique et bénévole.

## Biographie
Réal Boudreau est né à Beresford, au Nouveau-Brunswick. Il a résidé pendant quelques années à Mont-Joli, au Québec, avant de revenir en 1957 dans sa ville natale.
Il devint commissaire au district scolaire numéro 4 en 1967 et y resta jusqu'en 1977, les dernières années en tant que président.
En 1980, il fut élu au conseil municipal de Beresford. Il fut élu maire en 1983 et conserva ce poste jusqu'en 1995.
Il a été directeur de la Caisse populaire de Beresford, président de l'aréna de Beresford, président des comités de baseball mineur, ainsi que de hockey mineur et intermédiaire. Il a également été président du foyer-école de Beresford, membre du bureau de direction des infirmières de Bathurst, vice-président du service de police régional BNPP, membre de la Commission Industriel de Beresford, membre de la Commission Provinciale pour la Gestion de déchets solides, vice-président de la Fondation des Jeux de l'Acadie, membre de la Fondation de l'Hôpital Régional Chaleur et président du Comité des communautés et municipalités, Président de l'Association des Municipalités du N.-B. Inc. de 1992 à 1993 et enfin membre du bureau de direction du Congrès Mondial Acadien. 
Il a travaillé pour la Bathurst Mining and Smelting Company, Smelting Division de Belledune entre 1967 et 1991.
Réal Boudreau a une fille, Ghislaine Boudreau-Grant et un fils, Gilles Boudreau ainsi qu'une petite-fille et un petit-fils  Alexandre Real Theriault Boudreau

## Distinctions
Il fut fait membre de l'Ordre du Nouveau-Brunswick en 2002, pour son implication dans le développement de la région Chaleur;
Il reçut le prix Louis-J.-Robichaud en 1997;
Il fut finaliste, en 1992, pour le concours « personnalité de l'année », catégorie social, présenté par Radio Canada et L'Acadie nouvelle; 
Il fut récipiendaire d'un certificat de mérite du Gouvernement du Canada pour contribution à la communauté en 1988; 
Il fut intronisé au Temple de la renommée sportive de Beresford, catégorie bâtisseur, en 1985;
L'aréna de Beresford se nomme maintenant le Centre Réal-Boudreau.

## Source
- (fr) Association francophone des municipalités du Nouveau-Brunswick - Réal Boudreau